# 대한민국 민법 제44조
대한민국 민법 제44조는 재단법인의 정관의 재단법인의 정관의 보충에 대한 민법총칙 조문이다.

## 조문
제44조(재단법인의 정관의 보충) 재단법인의 설립자가 그 명칭, 사무소소재지 또는 이사임면의 방법을 정하지 아니하고 사망한 때에는 이해관계인 또는 검사의 청구에 의하여 법원이 이를 정한다.
第44條(財團法人의 定款의 補充) 財團法人의 設立者가 그 名稱, 事務所所在地 또는 理事任免의 方法을 定하지 아니하고 死亡한 때에는 利害關係人 또는 檢事의 請求에 依하여 法院이 이를 定한다.